# Guillem Cabier
Guillem Cabier va ser un inventor català del segle xvi. És cèlebre per haver inventat un enginy naval per navegar en temps de calma que va obtenir la primera Reial Cèdula de privilegi atorgada a Espanya -l'equivalent al que en l'actualitat seria una patent- el 18 d'agost de 1522.
La Real cèdula deia el següent:
Por quanto por parte de vos, Guillén Cabier, catalán, me fue fecha relación que vos avéys hallado cierto ynstrumento para hazer andar con calma navíos de alto bordo, y me suplicastes y pedistes por merced vos diese facultad para que vos o quien vuestro poder para ello toviere, y no otro persona alguna podiese en toda vuestra vida hazer el dicho ynstrumento, o como la mi merced fuese, por ende, por la presente, vos prometo, y seguro que, sy dentro de un año próximo siguiente, que se cuente desde el día de la fecha de mi cédula en adelante, hiziéredes el dicho instrumento en perfección vos mandaré dar privilegio por toda vuestra vida (...) Y para que dello estéys cierto y seguro, vos mandé dar la presente, firmada de mi nombre. Fecha en Palencia a 18 de agosto de 1522 años. Yo el Rey, refrendada del secretario Cobos, señalada del chanciller don García e Capata e Carvajal.
En record seu, el 2014 es fundà a Barcelona l'Institut Guillem Cabier, per a la promoció de les patents